# 다테 무네타다

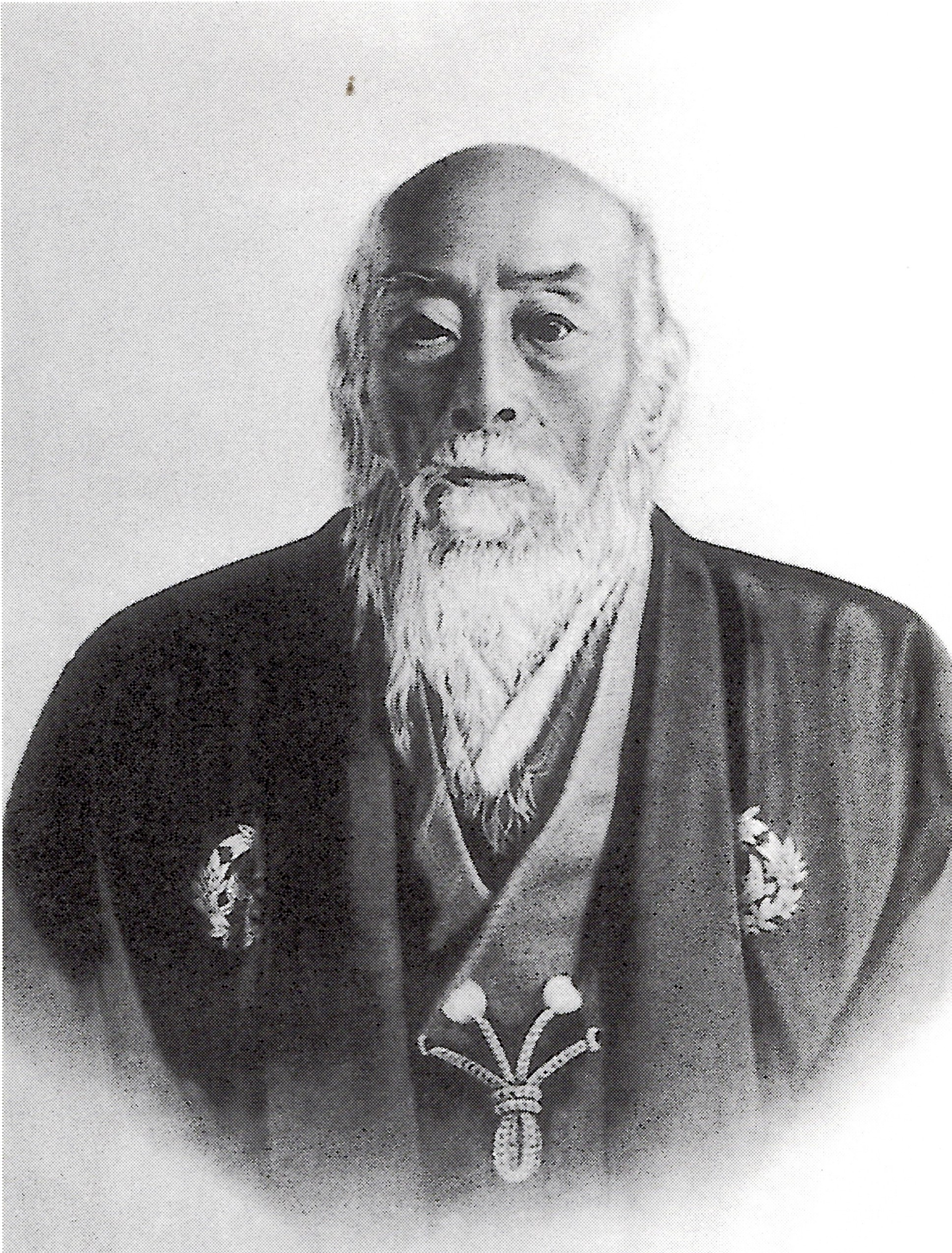
다테 무네타다

다테 무네타다(일본어: 伊達宗紀, 1792년 10월 31일(추정) ~ 1889년 11월 25일)는 이요 우와지마번 제7대 번주를 지냈다. "백세 장수의 다이묘"(百歳長寿の大名)라는 별칭 알려져 있다. 우와지마 번 선대 번주 다테 무라나가의 장남으로 태어났다.
| 전임 다테 무라나가 | 제7대 우와지마번 번주 (우와지마 다테가) 1824년 ~ 1844년 | 후임 다테 무네나리 |